# International Society for Computing in Civil and Building Engineering
Die International Society for Computing in Civil and Building Engineering (ISCCBE) ist eine 1981 gegründete Vereinigung zur Förderung der internationalen Zusammenarbeit auf dem Gebiet der Bauinformatik.

## Ziele, Organisation und Aktivitäten
Das Ziel der ISCCBE ist die Förderung der internationalen Zusammenarbeit auf dem Gebiet der Bauinformatik und die internationale Koordination von Aktivitäten in Forschung und Lehre. Als internationale Bauinformatik-Dachorganisation konstituiert sich die ISCCBE aus Vertretern der jeweiligen nationalen Mitgliedsvereinigungen – in Deutschland dem Arbeitskreis Bauinformatik –, die im ISCCBE-Direktorium organisiert sind. Deutsche Direktoriumsmitglieder sind seit 2016 die Universitätsprofessoren Uwe Rüppel (Technische Universität Darmstadt) und Kay Smarsly (Technische Universität Hamburg).
Insbesondere organisieren die jeweiligen nationalen Mitgliedsvereinigungen die Durchführung der International Conference on Computing in Civil and Building Engineering (ICCCBE). Die ICCCBE ist assoziiert mit der Fachzeitschrift Journal of Automation in Construction, die in der Master Journal List  des Web of Science und in Scopus indiziert ist. Dies bedeutet, dass üblicherweise eine Sonderausgabe der Fachzeitschrift herausgebracht wird, die Fachartikel enthält, die auf den Konferenzbeiträgen basieren, inhaltlich jedoch substantiell erweitert wurden.

### ICCCBE-Konferenzen
Die ICCCBE ist eine alle zwei Jahre stattfindende Konferenz, die sich mit den neuesten wissenschaftlichen Erkenntnissen auf Gebieten der Informationstechnologien im Bauwesen beschäftigt und wichtige Impulse zur Digitalisierung im Bauwesen liefert. Die Konferenz bietet Fachleuten und Forschenden, die sich für die Informatik in einer Vielzahl von Disziplinen des Bauwesens interessieren, die Gelegenheit, zusammenzukommen und sich wissenschaftlich auszutauschen. Die Konferenzen fanden statt in New York, USA (1981); Peking, China (1985); Vancouver, Kanada (1988); Tokyo, Japan (1991); Anaheim, USA (1993); Berlin, Deutschland (1995); Seoul, Südkorea (1997); Stanford, USA (2000); Taipei, Taiwan (2002); Weimar, Deutschland (2004); Montreal, Kanada (2006); Peking, China (2008); Nottingham, England (2010); Moskau, Russland (2012); Florida, USA (2014); Osaka, Japan (2016); Tampere, Finnland (2018); São Paulo, Brasilien (2020); Kapstadt, Südafrika (2022); Montreal, Kanada (2024). Die nächste Konferenzen findet 2026 in Taipeh, Taiwan, statt.
Seit einigen Jahren wird von der World Academy of Science, Engineering and Technology, einem bekannten Raubverleger versucht, die internationale Reputation der ISCCBE und den Namen der ICCCBE für eigene Zwecke zu missbrauchen, indem eine gleichnamige Raub-Konferenz beworben wird, die nicht den internationalen Qualitätsstandards genügt.